# Weilburger (manzana)
Weilburger es el nombre de una variedad cultivar de manzano (Malus domestica). 
Una variedad de manzana cultivada que fue descrita por primera vez en 1799 por el pomólogo Adrian Diel. La manzana, que pertenece al grupo de manzanas alemanas de la herencia denominadas Borsdorfer, destaca por su larga vida útil y sabor consistente sin marchitarse. La variedad se utiliza como manzana de mesa y comercial.

## Sinonimia
- "Der Weilburger".

## Historia
El ilustrador J. von Aehrenthal publicó las ilustraciones más antiguas que se conocen en 1833 en el trabajo pomológico « „Deutschlands Kernobstsorten“ » ("Variedades de frutas básicas de Alemania"). 
Luego la variedad se presenta en 1875 en el "Illustrirten Handbuch der Obstkunde" ("Manual ilustrado de la ciencia de las frutas"). Oberdieck, Lucas & Jahn sugieren allí que la variedad es una plántula accidental y que el nombre deriva de la ubicación de "Weilburg", posiblemente el lugar del descubrimiento o porque fue ampliamente cultivada en esa zona. En 1889, Engelbrecht enumeró la variedad en el trabajo «„Deutschlands Apfelsorten“» ("Variedades de manzana de Alemania"). Eneroth también presenta ilustraciones y dibujos seccionales de la variedad en 1896 en el "Handbook of Swedish Pomology".
Mientras tanto, la manzana de Weilburg no ha sido replantada durante muchas décadas, ni ha sido mencionada en trabajos científicos de frutas más recientes. En 2009, la variedad fue redescubierta por una búsqueda de la Asociación de Pomólogos en la prensa local. Solo se podía encontrar un árbol en el distrito de Hünfelden. Mientras tanto, se han obtenido brotes de este árbol y se han cultivado nuevos árboles.
La manzana de Weilburg fue votada como la variedad local de Hesse del año 2016 por el grupo local de Hesse de la Asociación de pomólogos. Los estudios genéticos indican que podría ser descendiente de la variedad Edelborsdorfer.

## Características
'Weilburger' árbol con copa alta y bien ramificada sobre un tronco recto. Los brotes bien ramificados y largos permiten una buena fructificación;  la variedad  es robusta, resistente y suficientemente resistente a las heladas, sin embargo, se prefieren las ubicaciones abiertas al viento. Tiene un tiempo de floración que comienza a partir del 30 de abril con el 10% de floración, para el 6 de mayo tiene una floración completa (80%), y para el 15 de mayo tiene un 90% caída de pétalos.
'Weilburger' tiene una talla de fruto de pequeño a mediano; forma del fruto plana redonda, medianamente bulbosa hacia el pedúnculo,con la sección transversal de la fruta irregularmente redonda y muestra de tres a cinco bordes débiles; con nervaduras débiles, y con corona débil; epidermis cuya piel es suave, flexible y algo brillante, con un color de fondo de amarillo claro a amarillo pajizo que muestra un rojo brillante desteñido en el lado soleado, presenta numerosas lenticelas que están, en parte en el lado soleado, rodeados de rojo, ruginoso-"russeting" (pardeamiento áspero superficial que presentan algunas variedades) de bajo a medio; cáliz con ojo de tamaño mediano, y cerrado a medio abierto, asentado ligeramente hundido en una cuenca ancha y poco profunda rodeada por una corona con crestas planas que se fusionan en bordes débiles, los sépalos que se tocan en la base son moderadamente largos e inclinados, con sus puntas curvadas hacia afuera; pedúnculo corto que no se extiende más allá del borde, y con un calibre de grosor medio, se asienta de costado en una cavidad medio-profunda, relativamente ancha, que es irregular o ligeramente abultado y está cubierta de un fino ruginoso-"russeting" a escamoso; carne es de color crema es de grano fino, crujiente, jugosa y generalmente densa. Sabor ligeramente agrio, con aroma a miel.
Las manzanas se consideran una variedad de invierno. Su tiempo de recogida de cosecha se inicia a mediados de octubre. Se mantiene bien hasta el mes de abril.

## Usos
Esta variedad produce primeros frutos bastante jóvenes. Produce abundantes cosechas anualmente. Funciona bien en un huerto particular o como una variedad de jardín. Generalmente bien recibido para las ventas en granjas.
Una buena manzana de uso de postre fresca en mesa, y también buena manzana de cocina para pastelería.